# Сильвестринцы

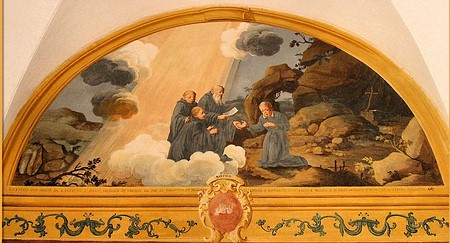
Святой Сильвестр Гуццолини в пещере Гроттафучиле, фреска в аббатстве Монтефано, XVIII век

Сильвестринцы, также Конгрегация сильвестринцев святого Бенедикта (итал. Congregazione Benedettina Silvestrina, лат. Congregatio Silvestrina Ordinis Sancti Benedicti, CSilvOSB) — католический монашеский орден, основанный бенедиктинским монахом святым Сильвестро Гуццолини в монастыре Монтефано в 1231 году.
Правила сильвестринцев следовали бенедиктинскому уставу, но отличались от них большей строгостью и крайним стремлением к нищете. Орден сильвестринцев был одобрен папой Иннокентием IV в 1247 году, и после смерти основателя Сильвестра Гуццолини (1267) он насчитывал 11 монастырей.
Позже число монастырей, принадлежащих ордену сильвестринцев, возросло. Они расположены, главным образом, в Умбрии и Тоскане, имеются монастыри также и за пределами Италии.